# Kote Mardzsanisvili
Kote Mardzsanisvili,  Kote Marjanishvili grúzul: კოტე მარჯანიშვილი (Kvareli, 1872. május 28. a régi ortodox naptár szerint: június 9. – Moszkva, 1933. április 17.)  szovjet, grúz színész, rendező, színházigazgató. A Grúz Szovjet Szocialista Köztársaság népművésze (1931).

## Életrajza

### Családja
Apja Alekszandr Andriasz Mardzsanisvili alezredes volt az orosz hadseregben, és francia nyelvről fordította Alexandre Dumas "A két Diana" című művét; Édesanyja, Elizaved Csavcsavadze , Akaki Csereteli leveleinek címzettje volt, Ilia Csavcsavadze neki ajánlotta az „Emlékszel, Turfava...” című versét. Alexander Mardzsanisvili nővére, Magdalina Szergej Meski publicista édesanyja és Veriko Andzsaparidze színésznő dédnagymamája volt.
Kote Marjdzsanisvilinek két nővére volt Tamar és Nino. A nővére, Tamar, 1890 óta a Bodbe, majd Szerafim-Znamenskij kolostor apátnője volt. A húga, Nino, Dr. Grigol Eliava felesége lett. Fiuk, Giorgi Eliava híres mikrobiológus és közéleti személyiség volt.

### Tanulmányai

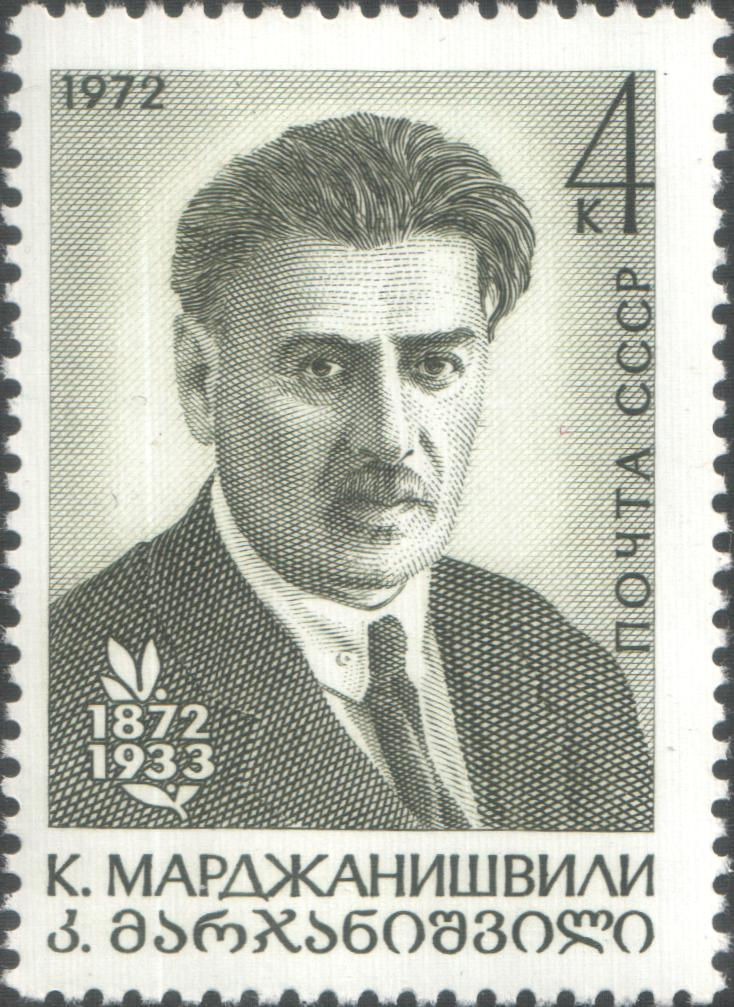
Szovjet postai bélyeg, Kote Marjdzsanisvili, 1972 (Michel 4048, Scott 4013)

Rusztaveli Színház társulata: Kote Mardzsanisvili, V. Simonisvili, Alekszandr Ahmeteli, D.. Cseidze, Miheil Koreli, A. Gvelesiani, Valerian Sidamon-Erisztavi, Dodo Antadze

Középiskolás éveiben Tbilisziben a gimnáziumban gyakran vett részt iskolai előadásokon. 1894- ben lépett fel először a Kutaiszi Színház társulatában, amelyet Kote Meszhi vezetett. Ugyanezen év november 27-én debütált a Tbilisziben is, Erekle szerepét alakítva Akaki Csereteli „Kis Kahi” című drámai költeményében. 1897-ben az Oroszországba utazott. járt a birodalom több városában Kercsben, Bakuban, Taskentben, Asgabatban, Tulában, Luhanszkban, Kirovban .

### Korai alkotó évei
Az 1900–1901-es színházi évadban Anton Csehov Ványa bácsi című darabját mutatták be Vjatkában. 1904-től igazgatóként dolgozott. Az 1904-1905-ös és az 1905-1906-os szezonban meghívták. A rigai Nezlobin Drámai Színház igazgatója lett, ahol Makszim Gorkij "A gazda" című darabját mutatták be. Az 1905-ös forradalom napjaiban Mardzsanisvili közel került Gorkijhoz. Részt vett politikai tüntetéseken és gyűléseken. Nagy figyelmet szentelt a színház forradalmi szellemiségének, a polgári pátosznak, az ünnepi hangulatnak. Mardzsanisvili rendezőként dolgozott a harkovi (1906-1907), a kijevi (1907-1908) és az odesszai (1908-1909) drámacsoportokban.1909-től Moszkva K. A Nezlobin Színház igazgatója lett. Ebben az időszakban Alexander Szumbatasvilivel együtt aktívan segítette Valerian Szalikasvili és Vahtang Mcsedlisvili grúz rendezőket, akik a Moszkvai Művész Színház Stúdiójában tanultak. Részt vett a moszkvai Grúz Dráma Stúdió létrehozásában. 1910-1913-ban a Moszkvai Művész Színházban dolgozott, ahol Knut Hamsun „Élet az ökölben” (1911), Henrik Ibsen „Peer Gynt” (1912) című darabját állította színpadra; Részt vett  Dosztojevszkij A Karamazov testvérek (1910) és Henry Craig Hamlet című előadásának elkészítésében is.
1912-ben a kijevi Szolovcov Színházban bemutatták a "Könnyek" című pantomimjátékot. Mardzsanisvili ekkor találkozott először a filmmel. Alexander Hanzsonkov filmrendező forgatta a darabot, a kamerát elölről a színpad elé helyezte, és mindent filmre vett. Az orosz sajtó az év legjobb alkotásának ismerte el a filmet. 1916-ban Petrográdba utazott, ahol szerződést írt alá 24 kép elkészítésére, de csak egyet készített, "Mindenható Szerelem" címmel. Majd hamarosan elhagyta a stúdiót, állítólag azért, mert a tulajdonos, Drankov követelte a polgári drámák színpadra állítását.
1913-ban Mardzsanisvili megalapította a "Szabad Színházat" Moszkvában, ahol a szintetikus színház elvével szembehelyezkedett a színházi rutinnal, és igyekezett olyan színészeket nevelni, akik operában, drámában és pantomimban is szerepelnek. A színház csak egy évadot (1913-1914) létezett. Mardzsanisvili itt mutatta be Muszorgszkij A szorocsinci vásár című operáját, Jacques Offenbach Szép Heléna című operettjét, Schnitzler-Donnan „Pierette fátyla” című pantomimját és másokat. Mardzsanisvili a Don-i Rosztov (1914-1915), a "Buff" (1916-1917) és a Petrográdi Miniatűr Színház (1917-1918) színházait irányította. 1919-ben Mardzsanishvili bemutatta Lope de Vega „A juhok tavasza” című drámáját a kijevi Szolovcov Színházban. Ez a produkció az első szovjet előadásként vonult be a szovjet színház történetébe. 1920-ban Mardzsanisvili megalapította Petrográdban a Komédia Opera Színházat, ahol érdekes produkciókat állított színpadra.

### Munkássága 1922-től
1922-ben Marjanishvili visszatért Grúziába, és lefektette a grúz szovjet színház alapjait. Gondosan megőrizte a forradalom előtti grúz színház demokratikus és realista hagyományait, forradalmi eszmékkel gazdagította azokat. A színházban bátran élt a mozi lehetőségeivel.
1922-ben Mardzsanisvili a Rusztaveli Színházban bemutatta Lope de Vega "A juhok tavasza" című forradalmi-hősjátékát, amely megalapozta a grúz színház megújulását. 1926- ig Mardzsanisvili a Rusztaveli Színház élén állt. Itt állította színpadra Zurab Antonov „Napfogyatkozás Grúziában” (1922), Giorgi Eristavi „Válás” (1923), Molière „Úrhatnám polgár” (1924;), William Shakespeare Hamlet (1925) című darabját stb. Mardzsanisvili 1924 és 1928 között dolgozott a grúz moziban. A moziban kialakult új művészet keretbe foglalta és behatárolta lehetőségeit, mert fő fegyverét, hangját és beszédét nem tudta használni, más kifejező eszközökhöz, különösen gesztusokhoz folyamodott, amelyek azonban nem hozták meg a kívánt eredményt. A filmben a vágást tartotta a fontosnak. Mardzsanisvili hat különböző műfajú filmet készített: "Vihar előtt" (1925), "Szamanisvili mostohaanyja" (1926), "Gogi Ratiani" (1927), "Ámok" (1927), "Krazana" (1928), A kommünár pipája (1929). Mardzsanisvili volt az első, aki gyermek- és külföldi irodalmi művek alapján rendezett filmeket.
1928-ban 2. Állami Színház néven drámaszínházat alapított Kutaisziban. 2 évad (1928-1930) után a színház Tbiliszibe költözött. Mardzsanisvili haláláig vezette ezt a színházat (halála után, 1933-ban a színházat Mardzsanisviliről nevezték el). Itt színpadra állította: Ernest Toler "Hoplah élünk" című darabját (1928), Bernard Shaw Szent Johanna (1928); Lope de Vega "A juhok tavasza" (1928), Szalva Dadiani "In the Woods" (1928); Karl Gutskov "Uriel Acosta" (1929), Polikarpe Kakabadze "Kvarkvare Tutaberi" (1929), Grigol Buhnikasvili "Igen, de..." (1930), Percy Shelley "Beatrice Cenci" (1930), Jurij Olesha "Három polgár" (1931), Karlo Kaladze "Ház a Mtkvari folyó partján" (1931), Alekszandr Afinogenov "Félelem" (1932), Shakespeare Othello (1932), Antonov "Napfogyatkozás Grúziában" (1933) és másokat.
1930-ban a 2. Állami Színház Mardzsanisvili irányításával sikeresen turnézott Moszkvában és Harkovban. Ez volt az első külföldi grúz színházi turné. Mardzsanisvili Richard Wagner Lohengrinét (1924), Dimitri Arakishvili Shota Rusztaveli legendáját (1923), Zakaria Paliasvili Kockáját (1924), Gioachino Rossini Tell Vilmosát (1931) és a többieket állította színpadra a Tbiliszi Operaház színpadán. Élete utolsó éveiben Moszkvában megrendezte Friedrich Schiller "Don Carlos" c. drámáját (1933; Moszkvai Kis Színház), Johann Strauss A denevér című operettjét (1933; Moszkvai Operettszínház) .
A Kvareli Népszínház is Mardzsanisvili nevéhez fűződik.

## Emlékezete
- Kvareliben Mardzsanisvili szülőházában Emlékmúzeumot nyitottak.
- Emlékezetére és tiszteletére Mardzsanisvili-díjat alapítottak.
- Tbilisziben egy utca, egy tér és egy metróállomás viseli a nevét.

## Fordítás
Ez a szócikk részben vagy egészben  a(z)   კოტე მარჯანიშვილი című grúz Wikipédia-szócikk fordításán alapul.  Az eredeti cikk szerkesztőit annak laptörténete sorolja fel. Ez a jelzés csupán a megfogalmazás eredetét és a szerzői jogokat jelzi, nem szolgál a cikkben szereplő információk forrásmegjelöléseként.